# Tenis en los XXI Juegos Centroamericanos y del Caribe
Se detallan los resultados de las competiciones deportivas para la especialidad de Tenis
en los XXI Juegos Centroamericanos y del Caribe.

## Tenis
El campeón de la especialidad Tenis fue  México.

### Medallero
Los resultados del medallero por información de la Organización de los Juegos Mayagüez 2010
fueron:

#### Medallero Total
País anfitrión en negrilla. La tabla se encuentra ordenada por la cantidad de medallas de oro.
| Núm.  | País                 | Oro | Plata | Bronce | Total | Orden por Total |
| ----- | -------------------- | --- | ----- | ------ | ----- | --------------- |
| 1     | México               | 1   | 2     | 2      | 5     | 1               |
| 2     | Venezuela            | 1   | 2     | 1      | 4     | 2               |
| 3     | República Dominicana | 1   | 1     | 1      | 3     | 3               |
| 4     | Bahamas              | 1   | 0     | 2      | 3     | 3               |
| 4     | Puerto Rico          | 1   | 0     | 2      | 3     | 3               |
| 6     | Costa Rica           | 0   | 0     | 1      | 1     | 6               |
| 6     | El Salvador          | 0   | 0     | 1      | 1     | 6               |
| TOTAL | TOTAL                | 5   | 5     | 10     | 20    |                 |

Fuente: Organización de los XXI Juegos Centroamericanos y del Caribe

#### Medallero por Género
País anfitrión en negrilla. La tabla se encuentra ordenada por la cantidad de medallas de oro.
| Clasificación por Oro | País                 | Hombres | Hombres | Hombres | Hombres | Mujeres | Mujeres | Mujeres | Mujeres | Mixtos | Mixtos | Mixtos | Mixtos | TOTAL | Clasificación por Total |
| Clasificación por Oro | País                 |         |         |         | Total   |         |         |         | Total   |        |        |        | Total  | TOTAL | Clasificación por Total |
| 1                     | México               | 0       | 2       | 1       | 3       | 0       | 0       | 1       | 1       | 1      | 0      | 0      | 1      | 5     | 1                       |
| 2                     | Venezuela            | 1       | 0       | 0       | 1       | 0       | 1       | 1       | 2       | 0      | 1      | 0      | 1      | 4     | 2                       |
| 3                     | República Dominicana | 1       | 0       | 0       | 1       | 0       | 1       | 0       | 1       | 0      | 0      | 1      | 1      | 3     | 3                       |
| 4                     | Bahamas              | 0       | 0       | 1       | 1       | 1       | 0       | 1       | 2       | 0      | 0      | 0      | 0      | 3     | 3                       |
| 4                     | Puerto Rico          | 0       | 0       | 1       | 1       | 1       | 0       | 0       | 1       | 0      | 0      | 1      | 1      | 3     | 3                       |
| 6                     | Costa Rica           | 0       | 0       | 0       | 0       | 0       | 0       | 1       | 1       | 0      | 0      | 0      | 0      | 1     | 6                       |
| 6                     | El Salvador          | 0       | 0       | 1       | 1       | 0       | 0       | 0       | 0       | 0      | 0      | 0      | 0      | 1     | 6                       |
| TOTAL                 | TOTAL                | 2       | 2       | 4       | 8       | 2       | 2       | 4       | 8       | 1      | 1      | 2      | 4      | 20    |                         |

Fuente: Organización de los XXI Juegos Centroamericanos y del Caribe

### Múltiples Ganadores
El tablero de multimedallas para la de los XXI Juegos Centroamericanos y del Caribe Mayagüez 2010 
presenta a los deportistas destacados que conquistaron más de una medalla en las competiciones de Tenis realizadas en Mayagüez, Puerto Rico.
Fuente: 
Organización de los XXI Juegos Centroamericanos y del Caribe Mayagüez 2010. 
| Clasificación del País | Clasificación del Total | Deportista         | País        | Disciplina |   |   |   | Total |
| 1                      | 174                     | José de Armas      | Venezuela   | Tenis      | 1 | 1 | 0 | 2     |
| 1                      | 174                     | Daniel Garza       | México      | Tenis      | 1 | 1 | 0 | 2     |
| 3                      | 226                     | Mónica Puig        | Puerto Rico | Tenis      | 1 | 0 | 1 | 2     |
| 3                      | 226                     | Larika Russell     | Bahamas     | Tenis      | 1 | 0 | 1 | 2     |
| 5                      | 298                     | Adriana Pérez      | Venezuela   | Tenis      | 0 | 2 | 0 | 2     |
| 6                      | 432                     | Alexander Llompart | Puerto Rico | Tenis      | 0 | 0 | 2 | 2     |